# Diddl
Diddl - stworzona w Niemczech komiksowa postać myszy wymyślona przez grafika Thomasa Goletza. Komiksowa mysz ma wielkie stopy i uszy oraz nosi spodnie na szelkach.
Postać powstała 24 sierpnia 1990 r., pierwotnie miała przedstawiać kangura, lecz wkrótce przeistoczyła się w mysz. Początkowo nie była postacią komiksową, a jedynie wzorem towarowym pluszowych przytulanek i różnych innych zabawek i ozdób dla dzieci. Postać Diddl jest znakiem zastrzeżonym przez firmę Depesche Vertrieb GmbH & Co. KG z Geesthacht. 
Kolejne postaci z serii:
- Diddlina (mysz)
- Pimboli (miś)
- Ackaturbo (ptak)
- Merksmire (mol książkowy)
- Mimihopps (królik)
- Friedl, Fratt i Fritt (żaby)
- Vanillivi (owca)
- Wollywell (owca)
- Galupy (koń)
- Bibombl (pies)
- Profesor Blubberpeng (mysz)
- Milimits (kot)
- Tiplitaps (żółw)

Artykuły z postaciami z serii można kupić w większości krajów Europy.